# Mychajlo Dobkin
Mychajlo Markovytj Dobkin, (ukrainska: Миха́йло Ма́ркович До́бкін) född 26 januari 1970 i Charkov (nu Charkiv), Ukrainska SSR, Sovjetunionen, är en ukrainsk politiker och var kandidat för Regionernas parti i presidentvalet 2014.

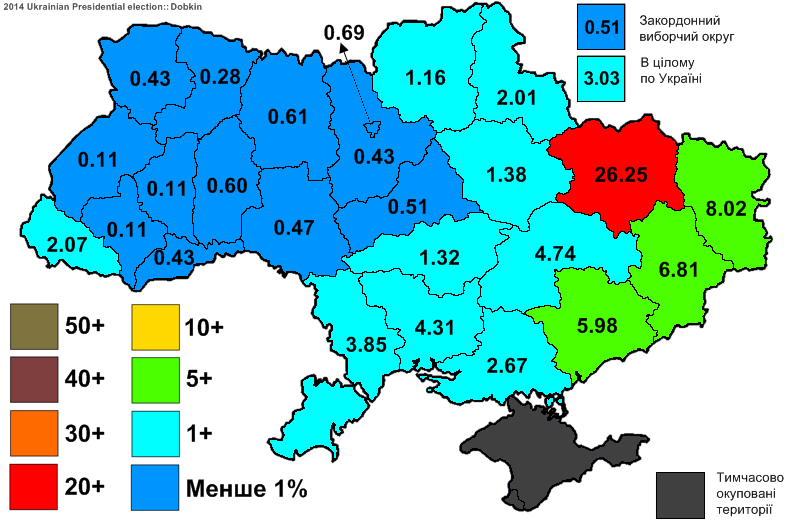
Mychajlo Dobkins del av rösterna i presidentvalet 2014 fördelad på oblast

Enligt ukrainska medier utsattes Mychajlo Dobkin för ett politiskt angrepp 14 april, då han skulle ha deltagit i ett TV-program sänt från Kiev. Han tvingades avstå efter att motståndare hällt ett grönt färgämne (brilliant green dye) och mjöl över hans ansikte.
Petro Porosjenko vann i presidentvalet 2014 samtliga valdistrikt där val kunde genomföras, utom i ett i Charkiv oblast där Mychajlo Dobkin fick flest röster. Totalt fick Dobkin 3,03% av rösterna, men i Charkiv oblast fick han 26,25%.